# Villa Jardín
Villa Jardín es una localidad del estado mexicano de Guanajuato. Es parte del municipio de San Francisco del Rincón. Fue fundada el 30 de septiembre de 2009.

## Demografía
| Censo | Población |
| ----- | --------- |
| 2010  | 1 330     |
| 2020  | 1 745     |